# Deir Yassin

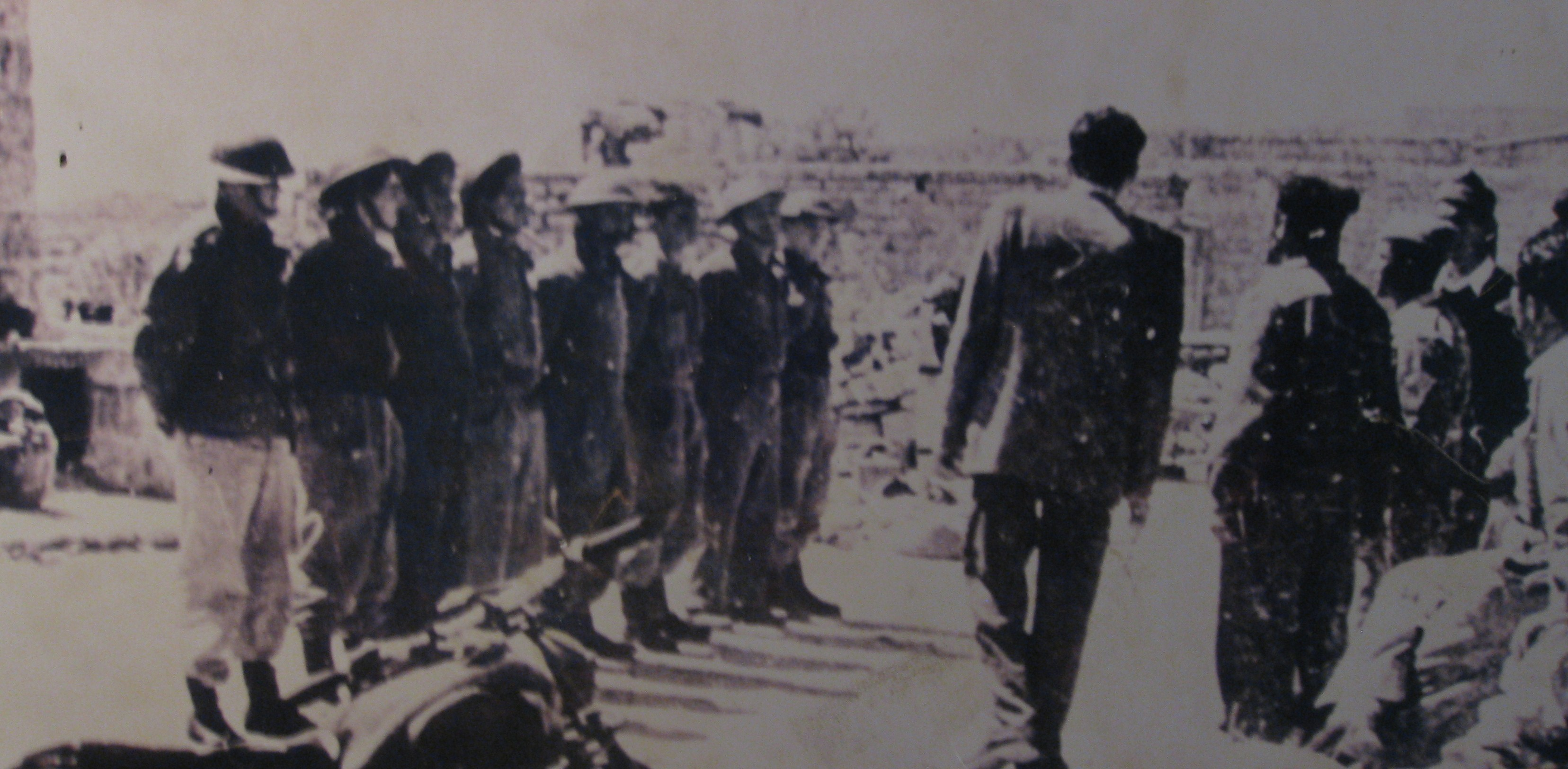
Impartizione dell'ordine di trasferimento ai civili di Deir Yassin

Deir Yassin era un villaggio palestinese, a 5 chilometri a ovest di Gerusalemme, occupato dagli israeliani il 10 aprile del 1948 e sostituito dai villaggi israeliani di Givat Shaul e Har Nof, oggi periferia di Gerusalemme.
Il villaggio originario di Deir Yassin fu raso al suolo nel durante la guerra del 1948 dai gruppi israeliani paramilitari sionisti Irgun e 
Lehi durante il massacro omonimo. Parte dei villaggi di Deir Yassin fanno oggi parte del Centro di salute mentale Kfar Shaul.

## Etimologia
La prima parte del nome del villaggio Deir significa "monastero" in arabo. Secondo lo storico palestinese Walid Khalidi, questo era un caso comune nei nomi dei villaggi palestinesi, specialmente quelli così vicini a Gerusalemme.

## Storia

### Periodo crociato e periodo mammelucco
Deir Yassin è stato identificato come uno dei villaggi dati in feudo alla Chiesa del Santo Sepolcro nel XII secolo. Tuttavia, nel 1136 Folco V d'Angiò, re di Gerusalemme, riferiva che si trattasse di un casale in mano ai Cavalieri Ospitalieri. È stato suggerito che un edificio a volta nel centro del villaggio potrebbe essere di origine crociata o mamelucca.
Tawfiq Canaan ha notato che una pietra gialla, popolare nelle decorazioni degli edifici ablaq dei Mamelucchi di Gerusalemme, fu apparentemente estratta a Deir Yassin verso la fine del XV secolo.

### Periodo ottomano
Durante l'epoca ottomana, iniziata nel 1517, il nucleo dell'insediamento era chiamato Khirbet Ayn al-Tut ("La rovina della sorgente del gelso"), a circa 500 metri a ovest del sito del villaggio del 1948. Nel 1596, questo villaggio era amministrato della nahiya (sottodistretto) di Gerusalemme, parte del sanjak (distretto) di Gerusalemme. Aveva una popolazione di sette famiglie musulmane, che pagavano le tasse su grano, orzo e ulivi, per un totale di 4.522 akçe. Tutte le entrate andavano a un Waqf.
Non si sa con precisione quando l'insediamento si spostò a Deir Yassin. Il villaggio fu chiamato così in onore di un certo sceicco Yassin, la cui tomba si trovava in una moschea, o santuario (deir significa appunto "santuario" o "monastero" in arabo), situata appena fuori dal villaggio su un'altura che dominava l'area circostante. La foresteria del villaggio, o Madafeh, si trovava di fronte al santuario.
Edward Robinson menzionò il villaggio nel 1838, e nel 1870 un elenco di villaggi ottomani indicava l'esistenza di 13 case e una popolazione di 48 persone, sebbene l'elenco contasse solo gli uomini. Nel 1896 la popolazione di Deir Yassin era stimata in circa 138 persone.

### Prima guerra mondiale e mandato britannico

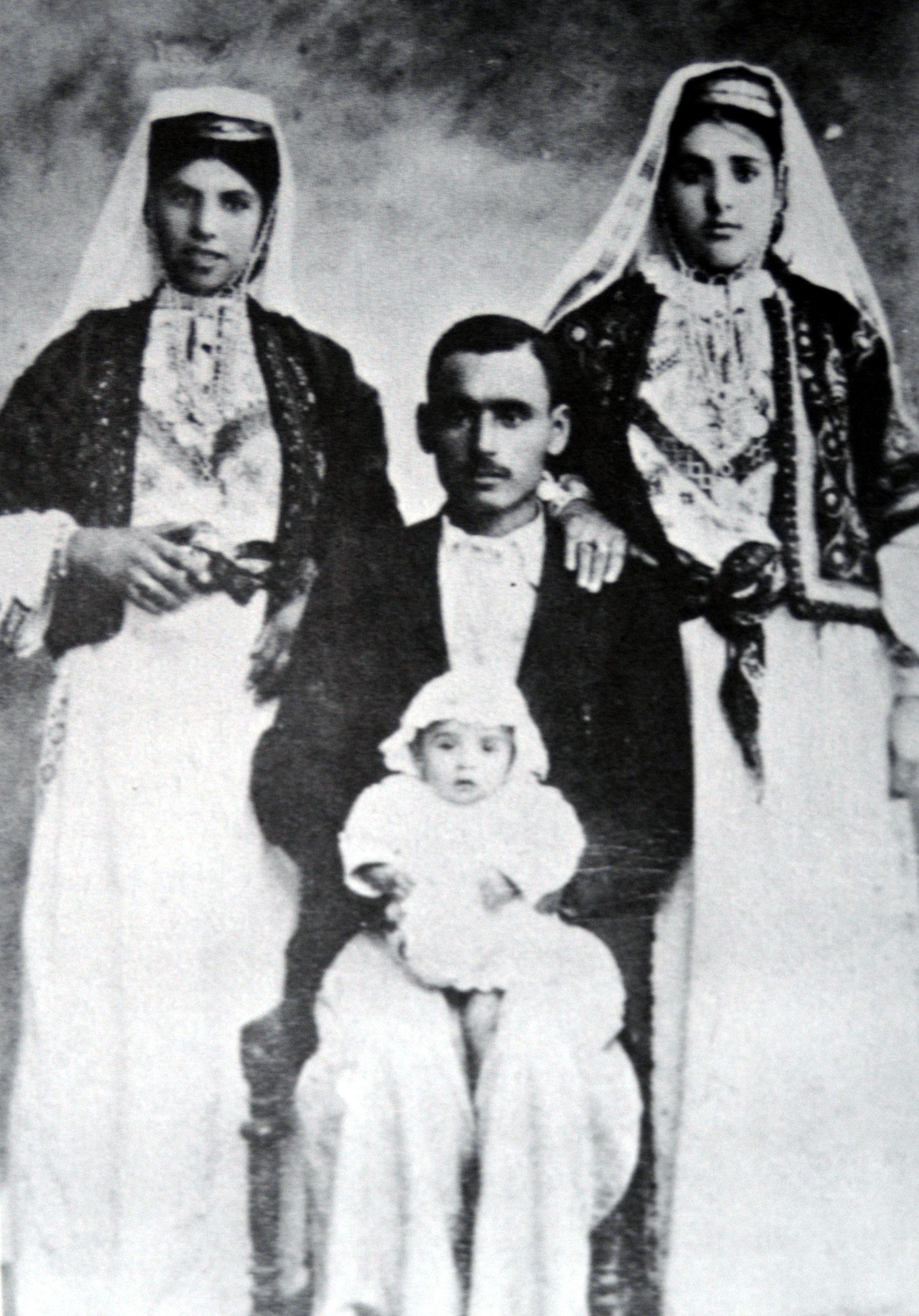
Famiglia araba di Deir Yassin nel 1927

Durante la prima guerra mondiale gli ottomani fortificarono Deir Yassin, in particolare gli edifici in cima alla collina come parte del sistema difensivo di Gerusalemme ma l'8 dicembre 1917 le difese furono superate dalle forze alleate sotto il comando di Edmund Allenby. Il giorno dopo anche Gerusalemme fu conquistata dall'esercito britannico. Fino agli anni venti gli abitanti di Deir Yassin erano stati in maggioranza dediti all'agricoltura e pastorizia ma i successivi progetti di espansione edile da parte della Gran Bretagna a Gerusalemme ebbero un forte impatto sull'economia del villaggio.
L'estrazione mineraria divenne presto il fulcro dell'economia del villaggio. Ricchi giacimenti di calcare giallo, conosciuto come mizi yahudi furono rinvenuti nel territorio e divennero presto popolari e il materiale apprezzato per la resistenza alle intemperie del clima di Gerusalemme. Le cave (hajar yasinik o "Pietra di Yassin") divennero fornitori del mercato di Gerusalemme e la ricchezza ottenuta permise agli abitanti di sviluppare e modernizzare il villaggio rurale che si dotò di spaziosi edifici, due scuole elementari e moschee. Negli anni 40 del XX secolo c'erano ben quattro cave nel villaggio. L'economia incentrata sull'estrazione mineraria convinse molti ad investire nella logistica. Nel 1935 Deir Yassin si dotò in collaborazione con il vicino villaggio arabo di Lifta di un trasporto publico su autobus.
Nei primi anni del mandato britannico in Palestina Deir Yassin non aveva un proprio sistema scolastico e si affidava alle scuole dei vicini villaggi di Lifta o Qalunya. Nel 1943, furono aperte due scuole elementari, una maschile e una femminile, quest'ultima diretta da una residente di Gerusalemme. In quegli anni, il villaggio si arricchì anche di esercizi commerciali, un club sociale (Renaissance Club), un fondo per l'elemosina, quattro pozzi e una seconda moschea, costruita da Mahmud Salah, uno degli abitanti benestanti del villaggio. 
Molti abitanti prestavano servizio presso gli accampamenti dell'esercito britannico, insediatosi poco fuori dal villaggio. L'agricoltura, un tempo principale fonte di sostentamento, divenne l'occupazione principale per solo il 15% della popolazione.
Le relazioni tra Deir Yassin e i suoi vicini ebrei erano iniziate bene sotto gli Ottomani, soprattutto all'inizio, quando gli ebrei sefarditi yemeniti di lingua araba costituivano la maggior parte della popolazione circostante. Le relazioni si deteriorarono rapidamente con la crescita del sionismo in Palestina e raggiunsero l'apice durante la rivolta araba del 1936-1939. Le relazioni ripresero durante gli anni del boom economico e della piena occupazione della seconda guerra mondiale. Nel 1948 Deir Yassin era un villaggio prospero e in espansione, in relativa pace con i suoi vicini arabi ed ebrei.

### Massacro di Deir Yassin
Nel 1948 insorsero ostilità tra il villaggiò di Deir Yassin e quello vicino di Giv'at Shaul, poi placate dall'accordo firmato dai due villaggi e ratificato dall'Haganah per il mantenimento dei buoni rapporti, lo scambio di informazioni e beni e per garantire la sicurezza dei trasporti e delle attività commerciali. Nonostante l'apparente pace il 9 aprile 1948 forze armate dell'Irgun, guidato all'epoca da Menachem Begin, e della Banda Stern (o Lehi) attaccarono il villaggio nel quadro della guerra arabo-israeliana che condusse alla nascita dello Stato d'Israele.
L'assalto fu inizialmente respinto, con 40 feriti ma riprese con l'intervento dell'unità Palmach con l'uso di mortai fino alla conquista definitiva del villaggio durante quello che oggi è diventato famoso come il massacro di Deir Yassin.
A lungo fu difficile orientarsi tra le due opposte versioni di quanto avvenuto: entrambe ispirate a una forte faziosità e sul fatto si è cominciata a fare piena luce grazie all'apertura degli archivi statali israeliani, che hanno permesso a numerosi storici (primi fra tutti i "nuovi storici" israeliani) di evitare le inaffidabili testimonianze di quanti si trovarono ad agire in quella cruenta circostanza.
A Deir Yassin furono infatti uccise tra il 9 e il 10 aprile 1948, circa 107 persone tra uomini, donne, anziani e bambini. Le case del villaggio furono bombardate, mentre gli abitanti si trovavano ancora all'interno. I loro corpi furono calati in una fossa comune, costituita dal pozzo presente nel villaggio. I sopravvissuti furono deportati su camion che venne guidato verso Gerusalemme in una parata militare. Solo quattro combattenti dell'Irgun e Lehi furono uccisi.
Quanto accaduto fu però di tale portata che non fu possibile ignorarlo e la condanna dell'Haganah fu all'epoca immediata e senza tentennamenti, come pure quella di altri settori delle forze combattenti ebraiche. Nessun provvedimento fu tuttavia mai preso in merito dalla autorità israeliane.
All'indomani del massacro, Albert Einstein scrisse una lettera critica agli American Friends of Fighters for the Freedom of Israel (capitolo statunitense del Lehi), rifiutandosi di aiutarli o sostenerli nella raccolta di fondi per la loro causa in Palestina. Il 2 dicembre 1949 diversi ebrei americani di spicco firmarono un articolo sul New York Times esprimendosi criticamente nei confronti di Menachem Begin e del massacro a Deir Yassin.

### Post 1948
Dopo la guerra l'area fu incorporata nello stato di Israele. Un anno dopo il quartiere ebraico di Givat Shaul Bet fu costruito sula terra di Deir Yassin, nonostante le proteste degli studiosi israeliani al primo ministro David Ben-Gurion.
Nel 1951 il centro di salute mentale Kfar Shaul fu costruito dove sorgeva un tempo Deir Yassin riutilizzando alcuni degli edifici rimasti. Nel 1980, le rovine rimanenti del villaggio furono rase al suolo per liberare il terreno per nuovi quartieri ebraici ortodossi. All'inizio degli anni '80, la maggior parte del cimitero di Deir Yassin fu rasa al suolo e al suo posto fu costruita una nuova autostrada per Givat Shaul Bet.
Nel 1992 lo storico palestinese Walid Khalidi scrisse:

## Geografia

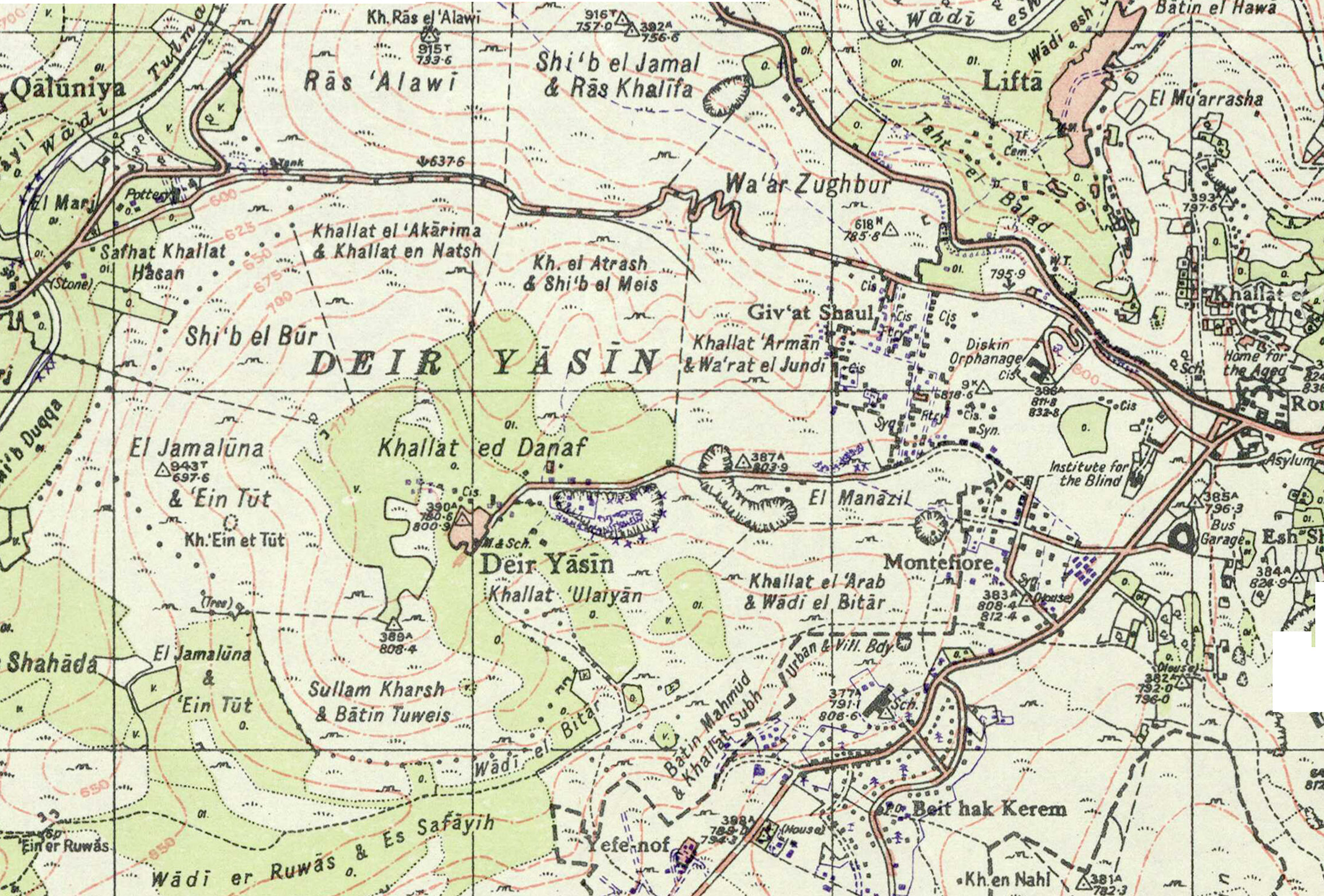
Mappa di Deir Yassin nel 1948

Deir Yassin fu costruito sulle pendici orientali di una collina, con un'altitudine di circa 800 metri sul livello del mare e con un'ampia vista intorno. Il villaggio si affacciava sulla periferia occidentale di Gerusalemme, che distava 1 chilometro. Il centro di Gerusalemme si trovava a circa 5 chilometri a est. Era separato dalla città da una valle terrazzata coltivata a fichi, mandorli e ulivi. Lungo il bordo settentrionale della valle correva una strada secondaria che collegava Deir Yassin ai sobborghi e alla strada principale di Giaffa, che si trovava a circa 2 chilometri a nord.
La superficie totale del villaggio prima del 1948 era di 2.857 dunam (286 ettari), di cui il 94,5% di proprietà araba, il 5,3% di proprietà ebraica e il resto di proprietà pubblica. I terreni coltivabili ammontavano a un totale di 866 dunam (30%, 87 ettari), tutti coltivati a cereali e posseduti per lo più da arabi.